# Старый Шанак
Старый Шанак (каз. Ескі Шанақ) — село в Казыгуртском районе Туркестанской области Казахстана. Входит в состав Шанакского сельского округа. Код КАТО — 514055300.

## Население
В 1999 году население села составляло 415 человек (210 мужчин и 205 женщин). По данным переписи 2009 года, в селе проживало 400 человек (200 мужчин и 200 женщин).